# Asurani
Gli Asurani sono una razza artificiale immaginaria dell'universo fantascientifico di Stargate Atlantis.
Gli Asurani furono creati originariamente dai Lantiani come arma avanzata per distruggere i Wraith.

## Storia

### La nascita
Durante il conflitto con i Wraith, i Lantiani ipotizzarono di creare un'arma in grado di uccidere i Wraith al livello del DNA. Usando la tecnologia delle Naniti, i Lantiani costruirono questi microorganismi artificiali in grado di replicarsi e di assimilare sostanze organiche, programmate con un'aggressione innata solo verso i Wraith. Le Naniti, tuttavia, cominciarono improvvisamente a replicarsi e unirsi tra loro in forma umana, trasformando l'aggressività innata in vera e propria rabbia. Alimentati da questo sentimento, incomprensibile per loro, chiesero ai Lantiani di rimuovere questo programma dai loro codici ma essi si rifiutarono perché parte di questo programma impediva agli Asurani di attaccare i loro stessi creatori e perché la guerra con i Wraith era ormai giunta alla disperazione. Quando i Lantiani conclusero che gli Asurani non sarebbero stati l'arma da loro desiderata, il Consiglio inviò una flotta di navi da battaglia classeAurora su Asura per distruggere i laboratori e le Naniti, per poi rimuovere ogni traccia della loro esistenza dal database, tranne l'indirizzo Stargate di Asura. Tuttavia, alcune delle Naniti, sopravvissero all'attacco e cominciarono a replicarsi nuovamente, nella cosiddetta Seconda Nascita. Dopo la sconfitta dei Lantiani e la loro fuga nella Via Lattea, gli Asurani cominciarono ad attaccare i Wraith, i quali crearono un codice in grado di disattivare la direttiva che obbligava gli Asurani stessi ad attaccarli.

### Il contatto con la Spedizione di Atlantide
Diecimila anni dopo, gli Asurani avevano costruito molte città-astronavi e strutture sotterranee ed erano in grado di costruire gli Zero Point Module (ZPM). La maggior parte degli Asurani erano felici di come vivevano, come Oberoth, ma altri, come Niam, desideravano ascendere e riunirsi ai loro creatori. Quando furono contattati dalla Spedizione su Atlantide, accolsero bene i nuovi venuti, affermando di essere una fazione separatasi dai Lantiani riguardo a come agire nella guerra con i Wraith. Dopo aver scoperto che la Spedizione necessitava di ZPM, forzarono le loro menti e scoprirono che quegli uomini discendevano dai Lantiani e che si erano insediati su Atlantide. Con l'intenzione di distruggere Atlantide, inviarono una città-astronave su Lantea ma, tuttavia, il dottor McKay, con l'aiuto di Niam, riuscì a riprogrammare il codice degli Asurani, rimuovendo la loro aggressività. McKay scrisse inoltre un programma che congelò gli Asurani e fece detonare l'astronave sopra Lantea. Gli Asurani però resettarono la programmazione di Niam che attaccò, di conseguenza, la dottoressa Weir ma fu espulso nello spazio e quindi si congelò in orbita.
In seguito, dopo che Atlantide fu reclamata da dei Lantiani ancora in vita, gli Asurani attaccarono la città e, avendo trovato un modo per raggirare il codice che impediva loro di attaccare i loro creatori, occuparono la città, uccisero i Lantiani e fecero prigionieri il generale O'Neill e il dottor Woolsey. Per riprendersi la città, la Spedizione modificò i generatori dello scudo della città in modo che emettesse un'onda in grado di disgregare gli Asurani.
Furiosi perché entrambi i loro tentativi di prendere la città erano falliti, decisero di costruire una flotta di navi per eliminare il problema all'origine, attaccando la Terra. La Apollo distrusse alcune delle loro navi, con le armi anti-Replicatore mentre gli Asurani fecero un terzo tentativo di distruggere Atlantide usando uno Stargate satellite che avrebbe sparato un raggio energetico sulla città. Tutti i tentativi della Spedizione di distruggere il satellite fallirono, così Atlantide dovette fuggire dalla città.

### La guerra su più fronti
La Spedizione riuscì a rubare uno ZPM da Asura e ad attivare il comando che obbligava gli Asurani ad attaccare i Wraith. Durante la missione, tuttavia, Elizabeth Weir fu catturata mentre il Jumper del resto della squadra fu fermato da un incrociatore Asurano ma la squadra fu salvata dall'intervento tempestivo della Apollo.
Dopo l'attivazione del codice, una flotta di incrociatori Asurani salparono da Asura e attaccarono un pianeta dei Wraith. La guerra Asurano-Tau'ri-Wraith cominciò cogliendo alla sprovvista questi ultimi, che tuttavia si ripresero in fretta e riuscirono a distruggere due incrociatori Asurani nel conflitto. Gli Asurani ben presto scoprirono il punto debole dei Wraith, cioè la loro dipendenza dal cibarsi di esseri umani, decidendo in questo modo di sterminare gli umani per far morire di fame i Wraith. Sei mondi umani furono sterminati e, nel contempo, almeno una dozzina di navi alveari furono distrutte.
Dopo aver scoperto come tracciare la posizione delle navi Asurane classe Aurora, la Spedizione decise di mettere sulla difensiva gli Asurani. Usando le nuove armi Asgard, la Apollo e la Daedalus attaccarono gli Asurani, costringendoli a ritirarsi nel loro mondo. Con l'aiuto di Fran, un Replicatore creato da McKay, dei Wraith e dei Viaggiatori, con una forza complessiva di sette navi alveari Wraith e sette navi dei Viaggiatori, inclusa la Aurora, più l'Apollo e la Daedalus, la spedizione attaccò Asura. Grazie all'aiuto di Fren, McKay riuscì a programmare le Naniti in modo che si aggregassero in un'unica massa e, sovraccaricando gli ZPM, fece esplodere l'intero pianeta con gli Asurani. Non tutti gli Asurani però furono distrutti; una nave Asurana, comandata da un'Elizabeth Weir mezza Replicante, giunse dopo la battaglia per verificare l'effettiva distruzione del pianeta. Non si sa però se gli Asurani di questa nave fossero o no alleati con i loro compagni di Asura.

### I sopravvissuti
I sopravvissuti svilupparono una versione artificiale dell'ascensione, dopo diversi fallimenti. Essi persero il loro corpo fisico di Naniti e passarono ad uno stato energetico nel subspazio, nel tentativo di avvicinarsi alla vera ascensione. Tuttavia, per loro non vi era un piano d'esistenza superiore, così vagarono per la galassia in cerca di un nuovo corpo fisico, prendendo possesso di tecnologie Wraith e di altre razze avanzate, nascoste ai Wraith stessi ma non riuscirono in ogni caso nel loro intento di ascendere. Con il passare del tempo, questi Asurani divennero sempre più impazienti, non riuscendo a raggiungere il loro obiettivo. La dottoressa Weir, leader di questo gruppo, localizzò Atlantide per ottenere la tecnologia in grado di ridare loro un corpo fisico e per fare ciò si impossessò di un Jumper da cui poté collegarsi ad Atlantide e ricreare un corpo per sé, con le sembianze di Fran, e con la speranza di poter fare lo stesso per i suoi otto compagni. Quando la sua richiesta le fu negata, i suoi compagni tentarono di affondare la città ma si fermarono quando temettero che il dispositivo per creare i Replicatori, loro unica speranza, venisse distrutto. Iniziò così una negoziazione tra Atlantide e Weir ma, nel frattempo, l'AsuranoKoracen tradì il gruppo e riuscì a fuggire in forma umana. Fu però ucciso da Weir che anche negli altri sette una minaccia. Weir condusse i suoi compagni attraverso lo Stargate per continuare a cercare una forma organica. Tuttavia, questo fu un trucco ideato da Weir e dalla Spedizione per portare i Replicatori ad uscire da uno Stargate nello spazio aperto, nel quale furono congelati dal freddo estremo, mettendo così fine a tutti Asurani della galassia.

## Caratteristiche
Gli Asurani, anche se umanoidi, sono formati da milioni di Naniti che danno loro diverse abilità come la possibilità di cambiare forma, una forza sovrumana e la capacità di interagire con un essere umano a livello microscopico.

### Ascensione artificiale
L'ascensione artificiale era un processo, ideato da Koracen, che permette ad un Replicatore di ascendere nel subspazio, similmente come un essere organico ascende ad un piano di esistenza superiore. In questo processo, la coscienza di un Replicatore è in grado di esistere per un periodo indefinito come un campo di energia, in grado di muoversi liberamente in tutta la galassia. Tuttavia, i Replicatori che riescono ad ascendere accrescono con il tempo l'insoddisfazione della loro esistenza, non essendo una vera e propria ascensione ad un piano di esistenza superiore ma solo nel subspazio. A causa di ciò, gli Asurani "ascesi" ripresero la loro forma umana su Atlantide.

### Naniti
Gli Asurani, nonostante siano simili agli umani, sono in realtà un'unione di Naniti microscopiche, che compongono organismi molto più complessi, imitazioni dei loro creatori, i Lantiani. Gli Asurani possono essere creati dal dispositivo di Atlantide che lega le Naniti in una forma umanoide argentea poco prima che l'aspetto umano prenda vita. L'assenza di pelle, o organi umani significa che i proiettili risultano inutili, dato che semplicemente attraversano il loro corpo senza infliggere danni. Alcune forme di armi energetiche sono in grado di immobilizzarli per alcuni momenti.